# Malakóperesény
Malakóperesény (szlovákul: Malachov) község Szlovákiában, a Besztercebányai kerületben, a Besztercebányai járásban. Malakó és Alsóperesény községek egyesítésével jött létre.

## Fekvése
Besztercebányától 4 km-re délnyugatra, a Malakói-völgy középső részén fekszik.

## Története
A település akkor keletkezett, amikor IV. Béla király a tatárjárást követően német bányászokat telepített Besztercebánya környékére. 1327-ben említik először. 1422-ben „Maleho”, 1446-ban „Malacho”, 1467-ben „Malachow” néven szerepelt. Határában ezüstöt, vasat bányásztak. Többször is megtámadta a török, melyek közül a legsúlyosabb támadás 1599. október 21-én érte, amikor a települést az egész környékkel együtt felégették.
A 18. század végén Vályi András így ír róla: „MALACHOV. Malacsán. Tót falu Zólyom Várm. földes Ura Radvánszky Uraság, lakosai külömbfélék, fekszik Radvánhoz nem meszsze, és annak filiája, határjának némelly része hegyes, másként termékeny, legelője elég, fája van, Zólyomi piatzától 3/4 órányira van.”
Fényes Elek 1851-ben kiadott geográfiai szótárában így ír a faluról: „Malachó, tót falu, Zólyom vmegyében, egy völgy végén, partos oldalban, ut. posta Beszterczebánya. Földe vasas agyag homokkal, termése középszerü; terem benne rozs, zab és burgonya leginkább. Van 280 evang., 90 kath. lakosa, 15 urbéri telke. Folyója a Radova és Lachka Voda. Birja Radvánszky Ferencz, Gusztáv és Antal.”
Népiskoláját 1858-ban alapították. 1906-ban a település határában, az Ortúty-hegyen illetve Alsóperesény Veľký Hrádok nevű hegyén végzett ásatásokat felkereste többek között Wosinszky Mór, a Múzeumok és Könyvtárak állami igazgatója. 1910-ben egyesítették Malakó és Alsóperesény községeket. A trianoni diktátumig területe Zólyom vármegye Besztercebányai járásához tartozott.

## Népessége
| Év:            | 1994. | 2004.    | 2014.    | 2024.   |
| -------------- | ----- | -------- | -------- | ------- |
| Emberek száma: | 817   | 918      | 1081     | 1132    |
| Eltérés:       |       | +12,36 % | +17,75 % | +4,71 % |

| Év:            | 2023. | 2024.   |
| -------------- | ----- | ------- |
| Emberek száma: | 1133  | 1132    |
| Eltérés:       |       | -0,08 % |

1910-ben 669, túlnyomórészt szlovák lakosa volt.
2001-ben 866 lakosából 847 szlovák volt.
2011-ben 1048 lakosából 1009 szlovák.

## Nevezetességei
- A községtől délnyugatra emelkedő magaslaton hallstatt-kori vár maradványait tárták fel.